# Zorzines caesiopennis
Zorzines caesiopennis là một loài bướm đêm trong họ Noctuidae.